# Гросгайде
Гросгайде (нім. Großheide) — сільська громада в Німеччині, розташована в землі Нижня Саксонія. Входить до складу району Аурих.
Площа — 69,32 км2. Населення становить 8699 ос. (станом на 31 грудня 2021).